# Gens Iasdia
La gens Iasdia era una familia plebeya de la antigua Roma. Casi ningún miembro de esta gens aparece en la historia, pero algunos se conocen por inscripciones. Ocuparon cargos prominentes durante la primera mitad del siglo III.

## Miembros
- (¿Cayo?) Iasdio Domiciano, habiendo ocupado numerosos cargos, incluidos los de edil, cuestor de Acaya, pretor, legado de la Legio XIV Gemina, gobernador de Panonia Inferior y gobernador de Dacia romana desde c. 222 al 235 d. C. Fue enterrado en Roma alrededor del 238 o 239, con un monumento dedicado por sus hijos, Iasdio Domiciano e Iasdio Honoraciano.[1][2][3][4]
- Iasdio Domiciano, hijo del gobernador Domiciano, se unió a su hermano, Honoraciano, para dedicar un monumento en Roma para su padre.[5]
- Lucio Iasdio Emiliano Honoraciano, junto con su hermano, Domiciano, dedicaron un monumento en Roma a su padre, el gobernador Iasdio Domiciano. Fue tribuno de la plebe en el 240 d. C. y está registrado como magister de los hermanos Arvales en el 241.[6][7]